# Reinhold Lopatka
Reinhold Lopatka (Vorau, Estiria, 27 de enero de 1960) es un político austríaco del Partido Popular Austríaco (en alemán: Österreichische Volkspartei, ÖVP).
Lopatka fue presidente del grupo parlamentario del ÖVP de diciembre de 2013 a noviembre de 2017. Es jefe de la delegación del partido en la Asamblea Parlamentaria del Consejo de Europa y ha encabezado la candidatura de su partido en las elecciones al Parlamento Europeo en Austria en las citas de 2019 y 2024.

## Biografía
Reinhold Lopatka nació el 27 de enero de 1960 en la localidad de Vorau, en el distrito de Hartberg-Fürstenfeld, zona occidental del estado federado austriaco de Estiria. Asistió a la escuela de gramática de lenguas modernas en Oberschützen, del distrito de Oberwart del estado federado de Burgenland. Se graduó de la escuela en 1978.
Entre 1978 y 1982 estudió y se graduó de derecho y teología en la Universidad de Graz, en la capital estatal de Estiria.

### Trayectoria política
Durante su etapa de estudiante universitario ya empezó a moverse activamente por los círculos políticos. En 1986 fue elegido diputado en el Landtag de Estiria.
De 1993 a 2001, Reinhold Lopatka fue director estatal del ÖVP de Estiria, y de 2000 a 2003 presidente del grupo del Partido Popular en el Landtag de Estiria. Para las elecciones al Consejo Nacional de 2002, dirigió la campaña electoral para el ÖVP federal; este último aumentó significativamente (15,2 por ciento más de votos que en 1999) y volvió a convertirse en el partido con mayor número de escaños en el Consejo Nacional. El reeelegido Canciller Federal de la República de Austria, Wolfgang Schüssel, entonces también presidente del ÖVP, incorporó a Lopatka al partido federal y lo nombró secretario general del mismo en 2003. Ese mismo año fue elegido miembro del Consejo Nacional.
Fue nombrado en el gobierno de Gran coalición de Alfred Gusenbauer (2007/2008) como Secretario de Estado en la Cancillería Federal, donde estuvo a cargo del departamento de deportes, y al siguiente gobierno del socialdemócrata Werner Faymann como Secretario de Estado en el Ministerio Federal de Finanzas. En el curso de la remodelación del gobierno en abril de 2011, renunció a la secretaría y reanudó su mandato en el Consejo Nacional. En octubre de 2011, se convirtió en el portavoz de política exterior de su partido. El 11 de septiembre de 2012, reingresó al gobierno de Faymann como Secretario de Estado en el Ministerio de Relaciones Exteriores y fue miembro del mismo hasta su renuncia después de las elecciones al Consejo Nacional de 2013.
El 12 de diciembre de 2013, Reinhold Lopatka se convirtió en el primer estirio en convertirse en presidente del grupo parlamentario del ÖVP en una votación secreta con el 98 % de votos a su favor. De 2004 a 2022 fue vicepresidente del Partido Popular de Estiria y de 2004 a 2015 vicepresidente de la Academia Política del ÖVP.
En 2015, el presidente del partido, Lopatka, reclutó tres escaños del Team Stronach (TS) y en 2017 uno del NEOS para el grupo parlamentario ÖVP en el Consejo Nacional, aumentando su número de diputados de 47 (elección del Consejo Nacional de 2013) a 51, sorpassando al SPÖ (52 mandatos). Esta maniobra provocó las críticas de todos los demás partidos representados en el Consejo Nacional, FPÖ,  GRÜNEN y BZÖ.
Para las elecciones europeas de 2024 en Austria, se convirtió en el principal candidato del ÖVP.

### Vida personal
Lopatka está casada desde 1983 y tiene tres hijos. Su hermano Eduard Lopatka es médico y también se encargó del equipo de la Asociación Austriaca de Esquí (ÖSV). En relación con las investigaciones penales en su contra, el papel de Reinhold Lopatka como líder político del Partido Popular Austríaco (ÖVP) en ese momento se convirtió en objeto de informes de los medios de comunicación, incluso a nivel internacional, en 2017.

## Reconocimientos
En junio de 2021, Reinhold Lopatka fue premiado como comendador de la Orden al Mérito de la República Italiana en reconocimiento a sus servicios al fortalecimiento de las relaciones bilaterales entre Italia y Austria, especialmente a nivel parlamentario. Debido a la pandemia de COVID-19, la entrega no tuvo lugar hasta mayo de 2023.
También es Caballero de Honor de la Orden de San Jorge de los Habsburgo.